# Nicholas Johnson
Nicholas Johnson, detto Nicky (Londra, 12 settembre 1947 – 29 gennaio 2007), è stato un danzatore e attore inglese, primo ballerino del Royal Ballet dal 1970 al 1975 e dell'English National Ballet dal 1975 al 1990.

## Biografia
Nicholas Johnson nacque a Londra nel 1947, figlio di madre polacca e padre britannico. Dopo gli studi al Lycée Français Charles de Gaulle e alla Royal Ballet School, nel 1965 si unì alla compagnia itinerante del Royal Ballet sotto la supervisione di John Field, che lo promosse a solista nel 1968 e a primo ballerino nel 1970. Con la compagnia danzo molti ruoli da protagonista come Colas ne La fille mal gardée, Oberon in The Dream ed Albrecht in Giselle, oltre a danzare in coreografie contemporanee di Glen Tetley e Hans van Manen.
Nel 1973 si unì alla compagnia stabile del Royal Ballet al Covent Garden, dove aggiunse al suo repertorio tre grandi ruoli maschili scritti da Kenneth MacMillan: Romeo e Mercuzio in Romeo e Giulietta e Lescaut ne L'Histoire de Manon. Nel 1975 lasciò il Royal Ballet per unirsi al London Festival Ballet, con cui continuò a danzare come primo ballerino fino al 1990. Strinse un profondo e proficuo sodalizio artistico con Rudol'f Nureev, che lo volle nel ruolo di Mercuzio in occasione della prima mondiale del suo Romeo e Giulietta.
Nel 1984 si prese una pausa dalla danza per recitare nel musical On Your Toes, in scena al Palace Theatre del West End con Natalija Romanovna Makarova. Appassionatosi alla recitazione, proseguì con gli studi d'attore all'Actors Centre, in previsione di una carriera drammatica dopo la fine di quella di ballerino. Nei primi anni novanta ottenne un buon successo come attore di prosa interpretando Vaclav Fomič Nižinskij nel dramma di David Pownall La morte di Nižinskij. La pièce ebbe la sua prima nell'agosto 1991 all'Edinburgh Fringe e fu successivamente interpretata da Johnson anche in una lunga tournée che toccò l'Europa, l'Australia e gli Stati Uniti. Interpretò il ruolo per l'ultima volta nel 2003 sotto la regia di Gillian Lynne al Linbury Theatre. La Lynne diresse nuovamente Johnson nella sua ultima apparizione teatrale, nel musical Chitty Chitty Bang Bang in scena al London Palladium.
Sposato con la collega Laura Connor, morì di cancro nel 2007 all'età di 59 anni.

## Filmografia parziale

### Cinema
- Amici e nemici (Escape to Athena), regia di George P. Cosmatos (1979)

### Televisione
- Omnibus - serie TV, 8x21 (1975)
- Portrait of a Marriage - serie TV, 1x2 (1990)
- Una famiglia come le altre (Life Goes On) - serie TV, 3x20 (1992)